# Magnetoresistència gegant

Resultats fundadors de Fert i cols.

La magnetoresistència gegant (en anglès, Giant Magnetoresistance Effect o GMR) és un efecte mecànic quàntic que s'observa en estructures de pel·lícula prima compostes de capes alternades ferromagnètiques i no magnètiques. Es manifesta en forma d'una baixada significativa de la resistència elèctrica observada sota l'aplicació d'un camp magnètic extern : quan el camp és nul, les dues capes ferromagnètiques adjacents tenen una magnetització antiparal·lela, ja que estan sotmeses a un acoblament ferromagnètic feble entre les capes. Sota efecte d'un camp magnètic extern, les magnetitzacions respectives de les dues capes s'alineen i la resistència de la multicapa cau de manera sobtada. L'spin dels electrons de la substància no magnètica s'alineen en igual nombre de manera paral·lela i antiparalela al camp magnètic aplicat i, per tant, sofrixen un canvi de difusió magnètica en una menor amidada respecte a les capes ferromagnètiques que es magnetitzen de forma paral·lela.

## Descobriment
Aquest efecte va ser descobert de forma independent en 1988 en capes monocristal·lines de Fe/Cr/Fe per un equip liderat per Peter Grünberg del Jülich Research Centre, que posseeixen la patent, i en capes de Fe/Cr pel grup d'Albert Fert de la Universitat de París-Sud, qui per primera vegada van observar el fenomen en les multicapes que va donar lloc al nom i que primerament van explicar la física subjacent.
Un equip d'IBM liderat per Stuart Parkin va reconèixer ràpidament les possibilitats d'utilització de l'efecte per a un sensor de camp magnètic i, per tant, per al cap de lectura en un disc dur d'ordinador i va replicar l'efecte en capes policristal·lines en 1989. En desembre del 1997 IBM va alliberar al mercat el primer dispositiu comercial basat en aquest efecte. Actualment, està molt extés el seu ús en sensors
El descobriment d'aquesta tecnologia va suposar per a Peter Grünberg i Albert Fert el Premi Nobel de Física de l'any 2007.